# Paul Nocquet
Paul-Ange Nocquet, né le 22 avril 1877 à Ixelles et mort le 5 avril 1906 à Amityville (New York), est un sculpteur, écrivain et aéronaute wallon de nationalité belge.

## Biographie
Proche du Musée Rodin, il se forme auprès des sculpteurs Constantin Meunier et Jef Lambeaux.
Il émigre aux États-Unis en 1903 où il est l'ami des sculpteurs les plus fameux de sa génération, tel Gutzon Borglum.
Membre de l'Aero Club de New York, il se noie après un accident de montgolfière.

## Prix et honneurs
Paul Nocquet obtient le prix Godecharle de sculpture en 1900.